# Maya Erskine
Maya Nigatawa Erskine (Los Angeles, 7 maggio 1987) è un'attrice, sceneggiatrice e produttrice televisiva statunitense, candidata a quattro Premi Emmy.

## Biografia
Maya Erskine è nata il 7 maggio 1987 a Los Angeles. È figlia della giapponese Mutsuko Nigatawa e del batterista jazz Peter Erskine. Ha un fratello, Taichi, che ha lavorato come montatore alla serie PEN15, da lei creata e interpretata. Ha frequentato la Crossroads School for Art & Sciences di Santa Monica e si è diplomata in teatro alla Los Angeles County High School for the Arts. Successivamente ha frequentato la Tisch School of the Arts di New York. Durante gli anni di studio, ha conosciuto ad Amsterdam l'attrice e futura collaboratrice Anna Konkle. Ha iniziato ad esibirsi a teatro a Los Angeles assieme alle compagnie teatrali East West Players e Geffen Playhouse. Nel 2015 ha debuttato al cinema nel film Frankenstein di Bernard Rose, mentre nel 2019 ha interpretato Jade in Wine Country di Amy Poehler. Nello stesso anno ha iniziato a recitare nella serie commedia da lei creata assieme ad Anna Konkle PEN15. Grazie al suo lavoro è stata candidata a tre Premio Emmy, ovvero miglior sceneggiatura per una serie commedia, nel 2019 e nel 2021, e miglior serie commedia, nel 2021. Nel 2023 ha prestato la voce al personaggio di Mizu, protagonista della serie animata Blue Eye Samurai. Nel 2024 ha recitato accanto a Donald Glover nella serie drammatica Mr. & Mrs. Smith, ispirata all'omonimo film del 2005.

## Vita privata
Nel settembre 2019 ha confermato la sua relazione con l'attore Michael Angarano. Il 2 novembre 2020 la coppia ha rivelato di aspettare un bambino, nato nel 2021. Nel 2024, Erskine ha rivelato che lei e Angarano si sono sposati e, nell'aprile dello stesso anno, ha annunciato la seconda gravidanza. 

## Filmografia

### Attrice

#### Cinema
- Frankenstein, regia di Bernard Rose (2015)
- 6 palloncini (6 Balloons), regia di Marja-Lewis Ryan (2018)
- When Jeff Tried to Save the World, regia di Kendall Goldberg (2018)
- Plus One, regia di Jeff Chan e Andrew Rhymer (2019)
- Wine Country, regia di Amy Poehler (2019)
- Buon viaggio: avventure psichedeliche (Have a Good Trip: Adventures in Psychedelics), regia di Donick Cary (2020)
- Sacramento, regia di Michael Angarano (2024)

#### Televisione
- Hart of Dixie - serie TV, 2 episodi (2013)
- Project Reality - miniserie TV (2013)
- Betas - serie TV, 10 episodi (2013-2014)
- Next Time on Lonny - serie TV, episodio 2x04 (2014)
- Man Seeking Woman - serie TV, 10 episodi (2015)
- Big Time in Hollywood, FL - miniserie TV, episodio 1x07 (2015)
- Heartbeat - serie TV, 9 episodi (2016)
- Me & Mean Margaret, regia di James Burrows - film TV (2016)
- Son of Zorn - serie TV, episodio 1x05 (2016)
- Insecure - 6 episodi (2016-2017)
- Wet Hot American Summer: Ten Years Later - miniserie TV, 3 episodi (2017)
- Casual - serie TV, 15 episodi (2017-2018)
- PEN15 - serie TV, 25 episodi (2019-2021)
- Obi-Wan Kenobi - miniserie TV, 3 episodi (2022)
- Mr. & Mrs. Smith - serie TV, 8 episodi (2024)

#### Cortometraggi
- Somewhere a Son, regia di Michael R. Sweeny (2010)
- Cock Tales, regia di Miles Gray (2011)
- Pregame, regia di Jeff Chan e Andrew Rhymer (2016)
- Allergic to Flowers, regia di Taichi Erskine (2017)
- Post-Party, regia di Jeff Chan e Andrew Rhymer (2017)
- Men, regia di Bill Benz (2017)
- Staunch Character, regia di Lisa Steen (2017)
- Custom Order, regia di Will Lowell (2017)
- Imaginary Circumstances, regia di Emma Koening (2018)

### Doppiatrice
- Animation Domination High-Def - serie animata, 2 episodi (2013)
- High School USA - serie animata, 4 episodi (2013)
- Stone Quackers - serie animata, 2 episodi (2015)
- BoJack Horseman - serie animata, episodio 10x06 (2020)
- Scooby! (Scoob!), regia di Tony Cervone (2020)
- Robot Chicken - serie animata, episodio 10x15 (2020)
- Big Mouth - serie animata, episodio 4x04 (2020)
- Crossing Swords - serie animata, 12 episodi (2020-2021)
- Bob's Burgers - serie animata, 3 episodi (2020-2022)
- DC League of Super-Pets, regia di Jared Stern (2022)
- Blue Eye Samurai - serie animata, 8 episodi (2023)

### Sceneggiatrice
- Project Reality - miniserie TV (2013)
- PEN15 - serie TV, 25 episodi (2019-2021)

### Produttrice
- Project Reality - miniserie TV (2013)
- PEN15 - serie TV, 25 episodi (2019-2021)

## Doppiatrici italiane
Nelle versioni in italiano delle opere in cui ha recitato, Maya Erskine è stata doppiata da:
- Eva Padoan in Sacramento
- Lucrezia Marricchi in Insecure
- Valeria Vidali in Wet Hot American Summer: Ten Years Later
- Gemma Donati in Wine Country
- Valentina Mari in Heartbeat
- Valentina Stredini in Obi-Wan Kenobi
- Benedetta Degli Innocenti in Mr. e Mrs. Smith

## Riconoscimenti
- Premio Emmy
  - 2019 - Candidatura alla miglior sceneggiatura per una serie commedia per PEN15
  - 2021 - Candidatura alla miglior serie commedia per PEN15
  - 2021 - Candidatura alla miglior sceneggiatura per una serie commedia per PEN15
  - 2024 - Candidatura alla miglior attrice protagonista in una serie drammatica per Mr. & Mrs. Smith